# Catedral de San José
A Catedral de San José, situada na cidade de Antigua Guatemala, faz parte da Arquidiocese da Cidade da Guatemala. Os primeiros pilares para a construção foram colocados no ano de 1542 com os escombros da antiga catedral no vale de Almolonga. Sua construção foi parada pelos frequentes terremotos ao longo dos anos. Em 7 de abril de 1669 o templo foi demolido e um segundo santuário foi inaugurado em 1680 sob a direção de Juan Pascual e José de Porres. O título de catedral foi concebido em 1743; sendo assim, a mais luxuosa da América Central nessa época. De baixo da estrutura é encontrada uma cripta, além de um conjunto de túneis cuja utilidade se desconhece.
A primeira catedral abrigou os restos do conquistador Pedro de Alvarado que haviam sido mudados a pedido de sua filha em 1568, mas desapareceram com sua demolição.

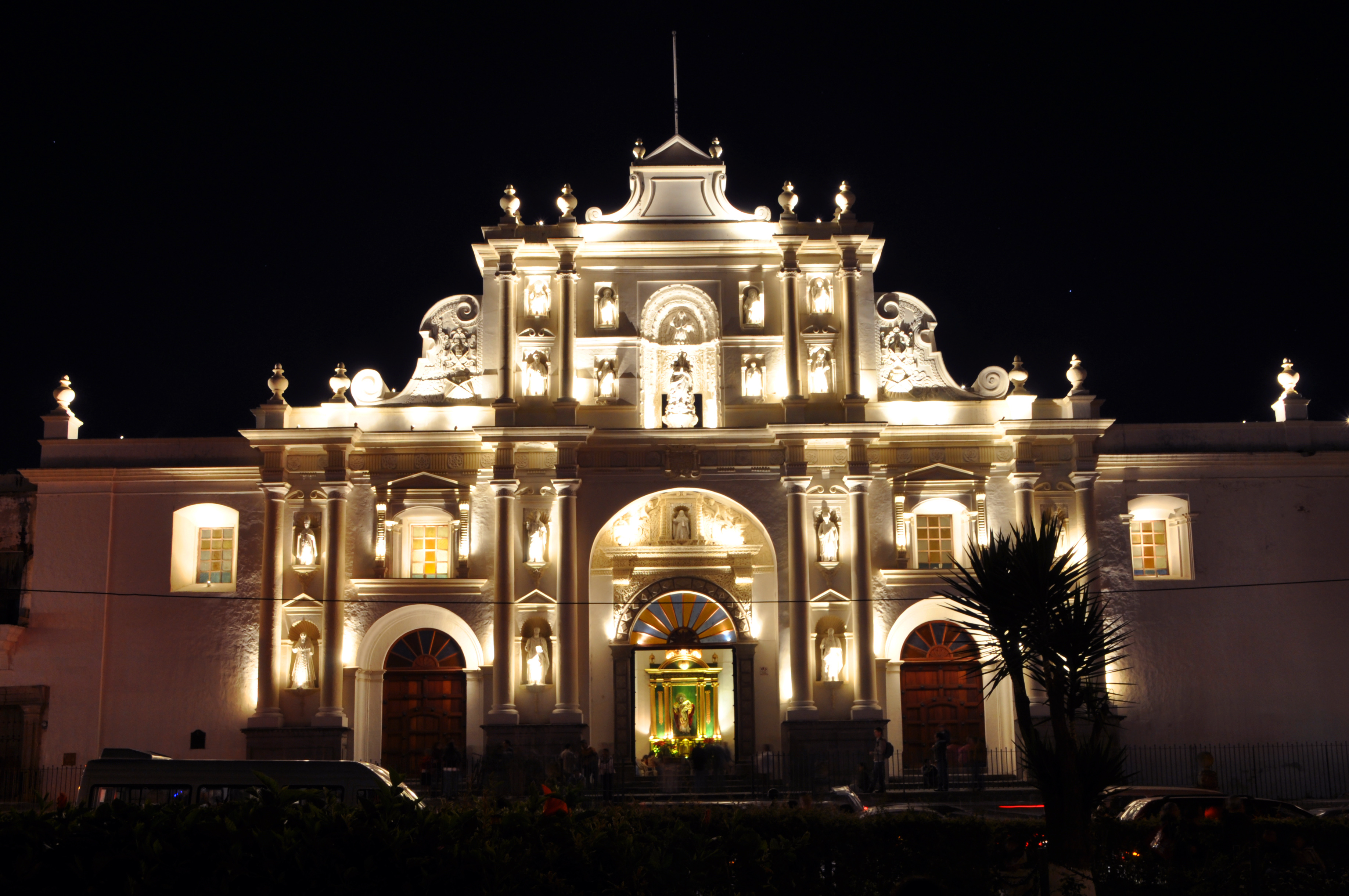
A catedral de noite
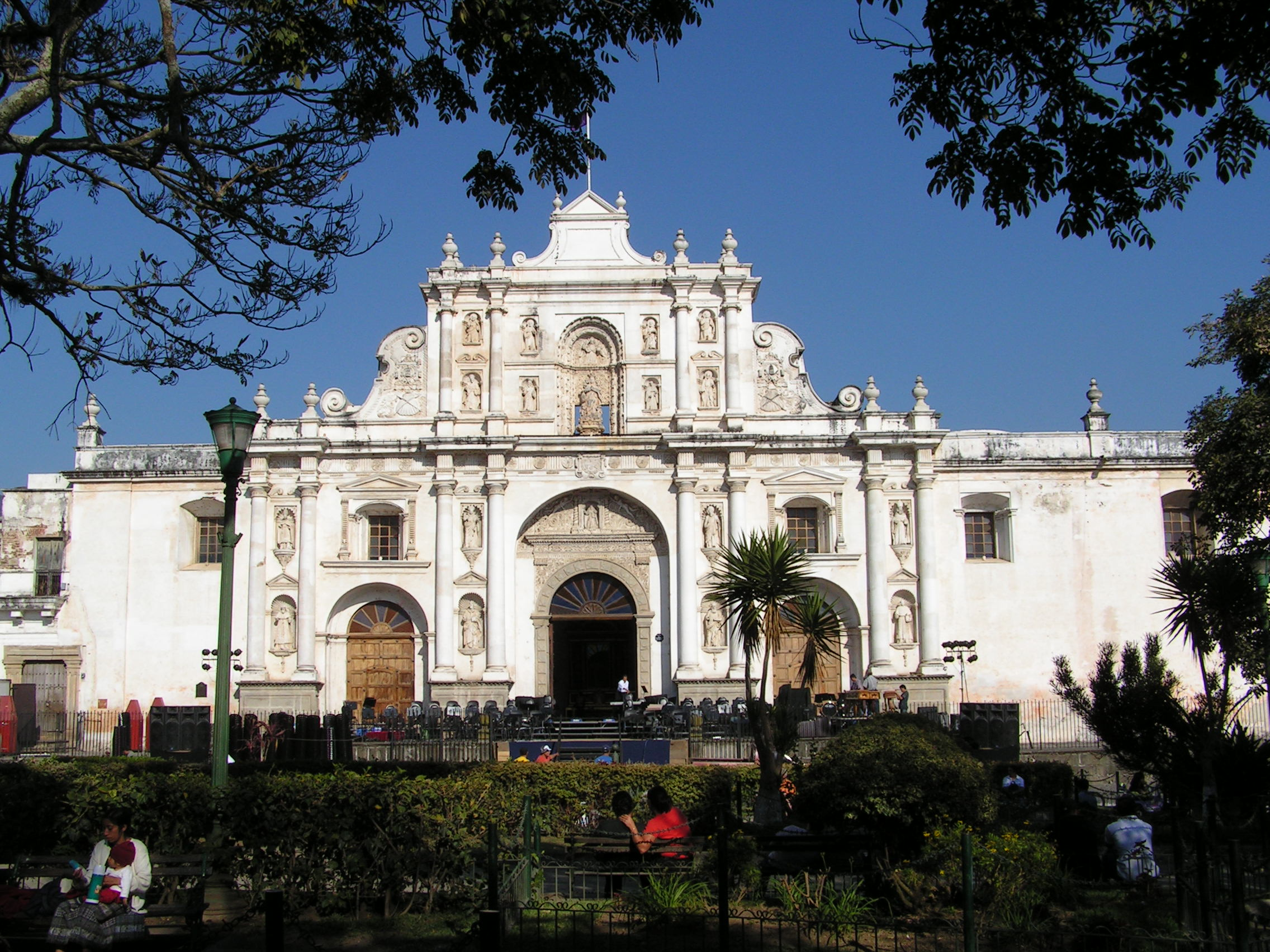
Fachada